# 千葉緑郵便局
千葉緑郵便局（ちばみどりゆうびんきょく）は千葉県千葉市緑区おゆみ野にある郵便局である。民営化前の分類では集配普通郵便局であった。

## 概要
住所：〒266-8799 千葉県千葉市緑区おゆみ野3-38-5

## 沿革
- 1876年（明治9年） - 野田郵便局（五等）として開設[1]。
- 1885年（明治18年）10月1日 - 貯金取扱を開始。
- 1890年（明治23年）4月1日 - 誉田郵便局に改称。
- 1898年（明治31年）11月16日 - 為替取扱を開始。
- 1941年（昭和16年）7月29日 - 電話事務を開始[2]。
- 1964年（昭和39年）2月23日 - 浜野郵便局から電話交換事務および和文電報配達事務のそれぞれ一部を移管[3]。
- 1968年（昭和43年）9月3日 - 電話交換事務を千葉電報電話局に移管。
- 1994年（平成6年）10月24日 - 緑区誉田町から同区有吉町（現在地、現『おゆみ野3丁目』）に移転、千葉緑郵便局に改称[4]。
- 1998年（平成10年）8月1日 - 特定郵便局から普通郵便局に局種別改定[5]。
- 2000年（平成12年）8月14日 - 外国通貨の両替および旅行小切手の売買に関する業務の取扱を開始。
- 2006年（平成18年）9月11日 - 土気郵便局（〒267-8799）から集配業務を移管[6]。同日、土気郵便局を集配普通郵便局から無集配特定郵便局に局種別改定。
- 2007年（平成19年）10月1日 - 民営化に伴い、併設された郵便事業千葉緑支店に一部業務を移管。
- 2012年（平成24年）10月1日 - 日本郵便株式会社発足に伴い、郵便事業千葉緑支店を千葉緑郵便局に統合。

## 取扱内容
- 郵便、印紙、ゆうパック、内容証明
- 貯金、為替、振替、振込、国際送金、外貨両替・トラベラーズチェック、国債、投資信託
- 生命保険、バイク自賠責保険、自動車保険
- ゆうちょ銀行ATM
- 千葉市緑区内全域（〒266-xxxx・〒267-xxxx）の集配業務
- ゆうゆう窓口

## 周辺

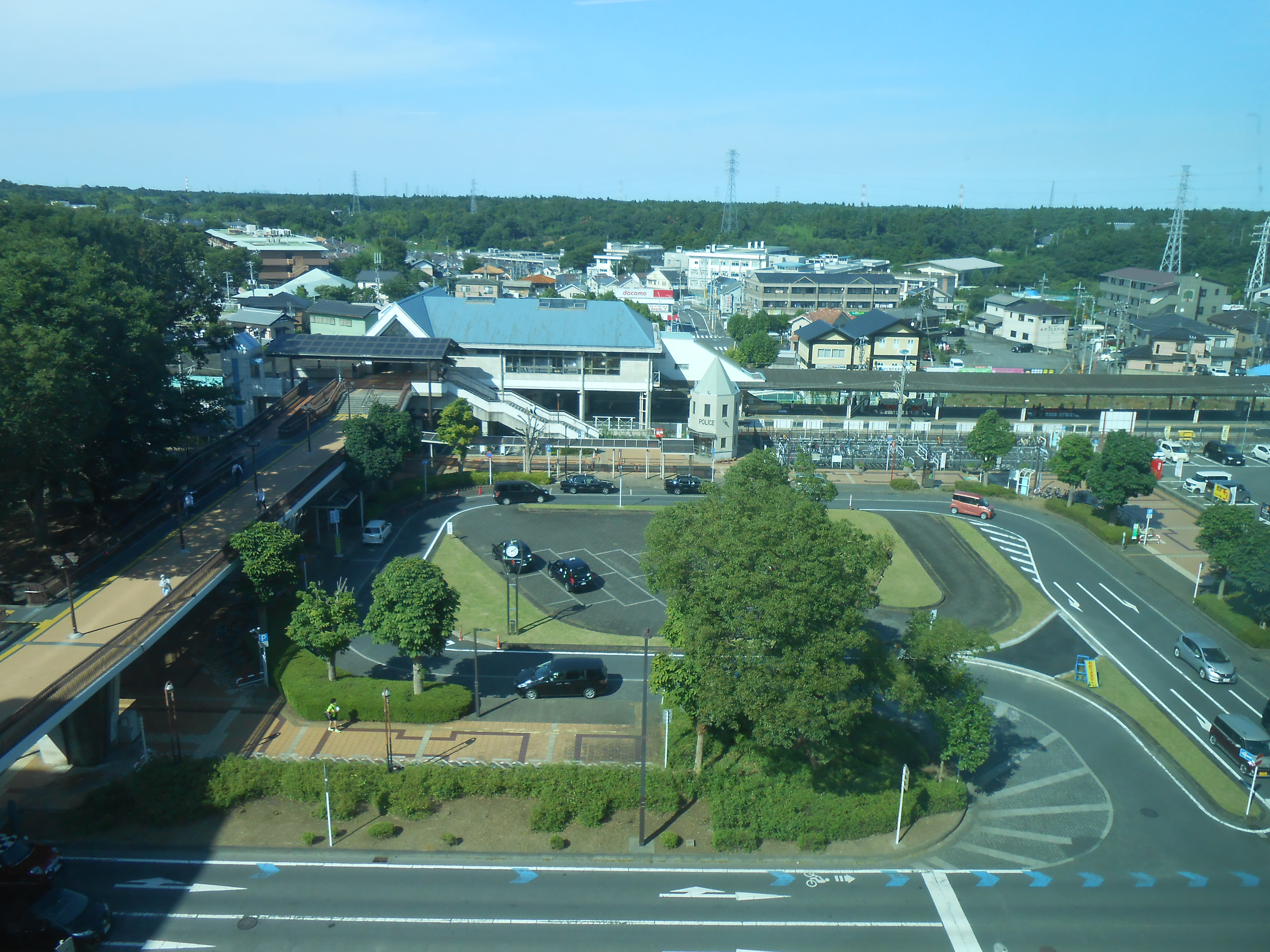
鎌取駅（南口）

- 鎌取駅
- 千葉市緑区役所
- 緑消防署
- ゆみ〜る鎌取ショッピングセンター

## アクセス
- JR外房線 鎌取駅（南口）から徒歩約9分
- 京成千原線 学園前駅から徒歩約26分
- 千葉中央バス 緑区役所入口停留所下車
- 京葉道路 蘇我ICから東へ約4km
- 駐車場あり：11台